# Busbahnhof Retiro

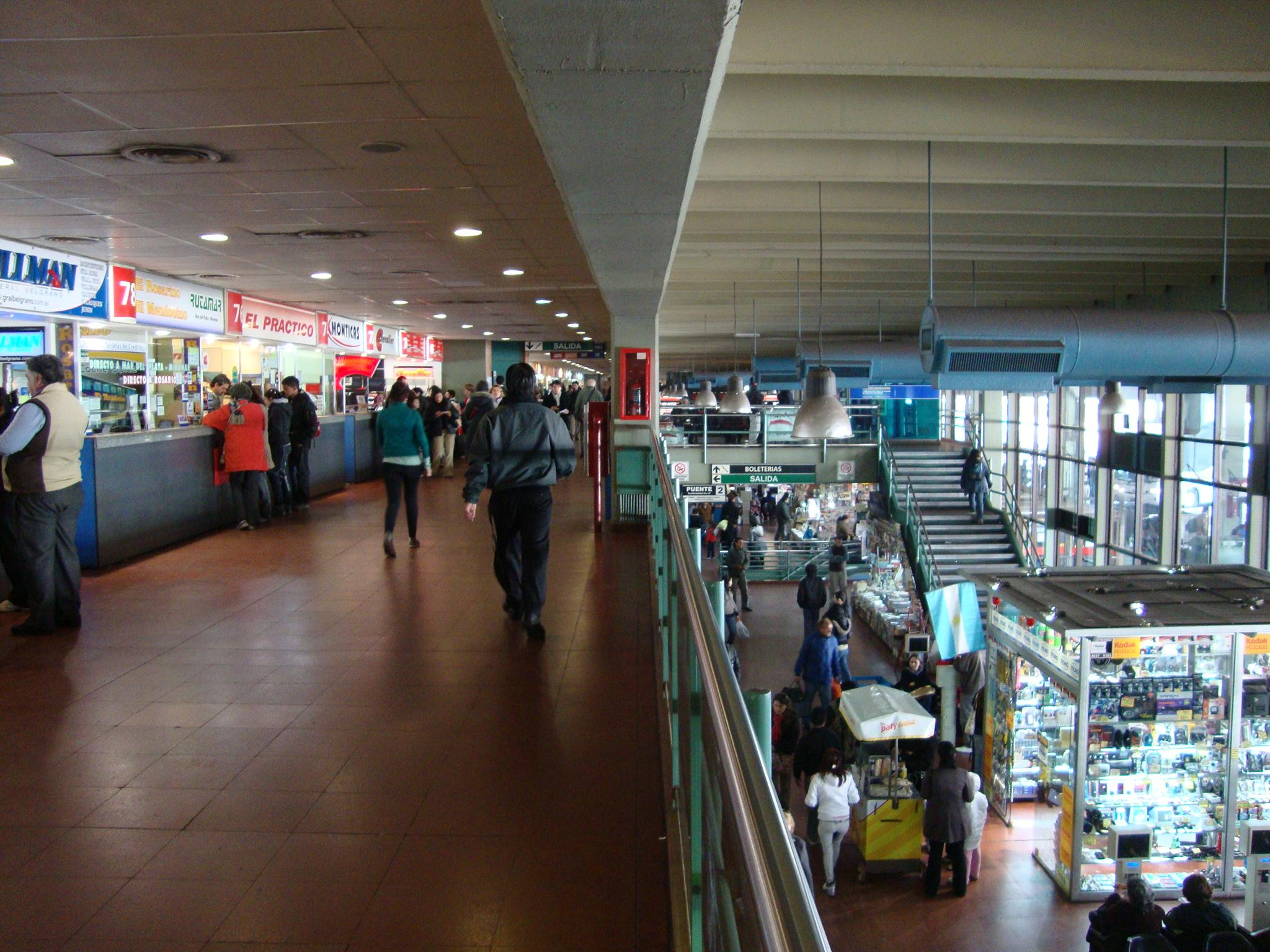
Busbahnhof Retiro, im Inneren

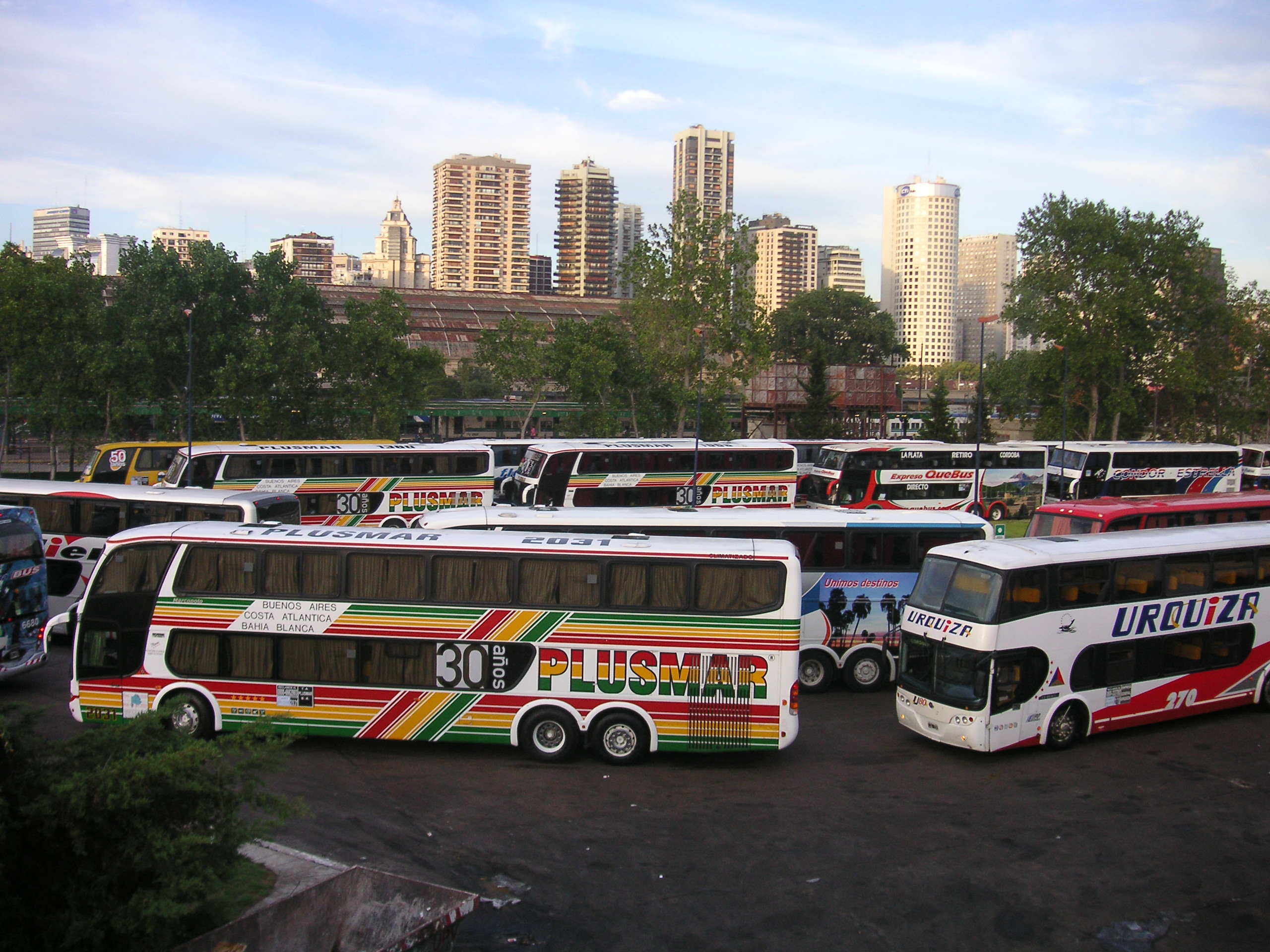
Busse stehen an der Zufahrt Schlange

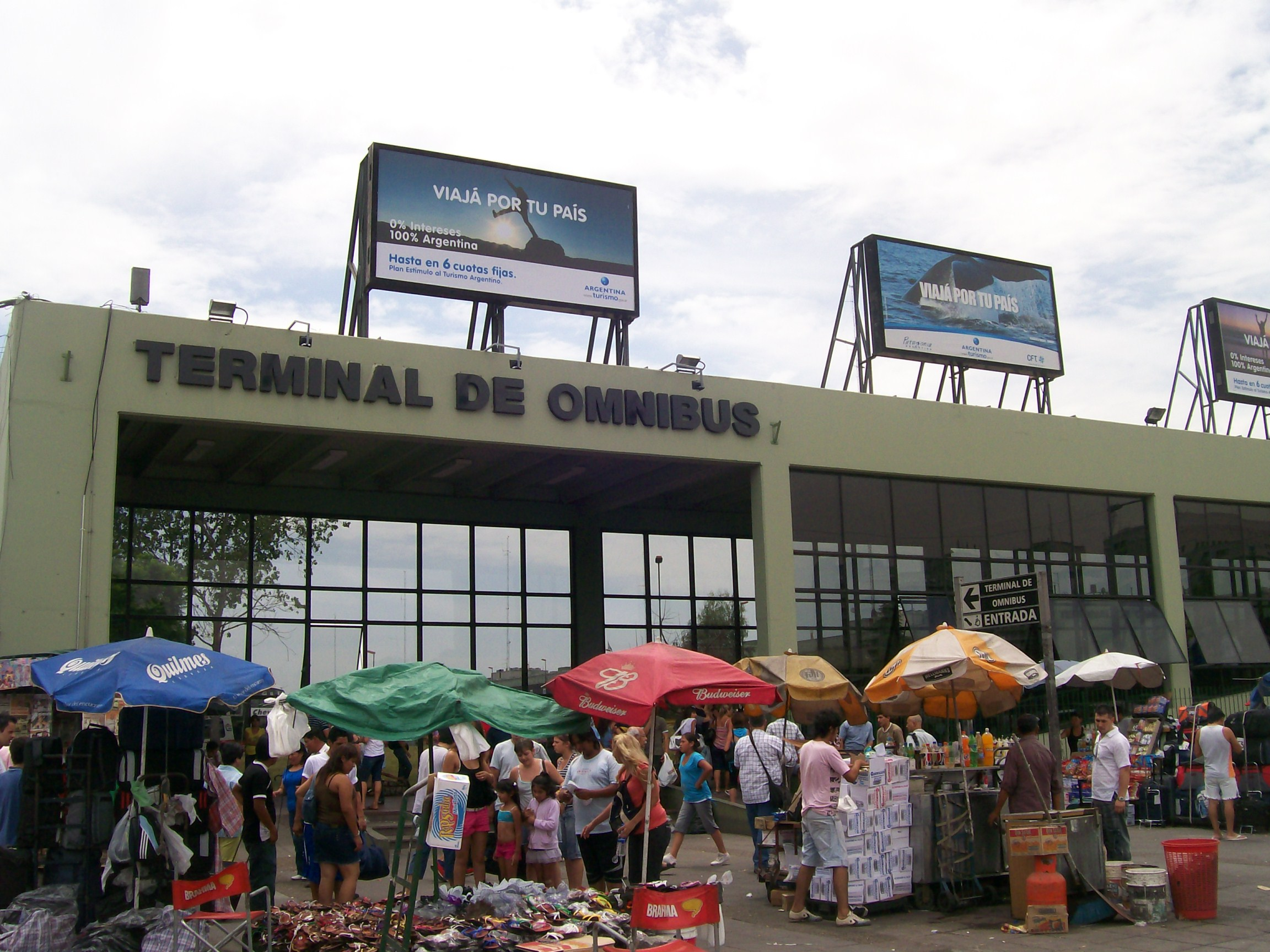
Haupteingang

Der Busbahnhof Retiro (spanisch Terminal de Ómnibus de Retiro) ist der wichtigste Busbahnhof der argentinischen Hauptstadt Buenos Aires. Er liegt im Stadtteil Retiro unweit der drei Retiro-Bahnhöfe und der Villa 31 an der Avenida Antártida Argentina.
Der Busbahnhof Retiro bietet Verbindungen in alle Landesteile außer Tierra del Fuego, in die argentinischen Nachbarländer und nach Peru.

## Geschichte
Um 1980 entstand in Buenos Aires der Plan, einen zentralen Busbahnhof für alle Fernbusverbindungen zu errichten. Bis dahin bestimmte der Sitz der Busunternehmen den jeweiligen Ort der Abfahrt. Der Entwurf der Architekten Serra, Valera und Petrucci erhielt den Zuschlag, der Terminal de Ómnibus wurde von der Firma Riva S.A. errichtet und am 1. Mai 1983 eröffnet. Ursprünglich diente er 58 Busgesellschaften als Busbahnhof. Seit September 1993 wird er von der privaten Firma TEBA S.A. betrieben.
Während Anfang der 1990er-Jahre das Zugnetz Argentiniens weiter stark schrumpfte, gewann der Busbahnhof Retiro zunehmend an Bedeutung. 1995 wurde wegen des Erreichens der Kapazitätsgrenze ein Umbau nötig. 1997 erhielt ein Entwurf der Architekten Baudizzone, Lestard und Varas den Zuschlag für einen weiteren Umbau, in dessen Zuge der Busbahnhof mit den drei Zugkopfbahnhöfen Retiro Mitre, Retiro Belgrano und Retiro San Martín vereint werden sollte. Dieser Plan wurde jedoch nie realisiert.
Das heutige Gebäude ist dreigeschossig, 400 m lang und verfügt über 75 Busbuchten und über mehr als 200 Fahrkartenschalter. Letztere befinden sich wie auch eine Filiale der Banco Ciudad im Obergeschoss. Im Mittelgeschoss befinden sich die Busbuchten, Wartezonen, Läden, Snackbars und ein Ernesto Sabato gewidmeter Lesesaal. Von diesem aus ist auch der Zugang zum Busbahnhof für die Stadtbusse auf dem Vorplatz der Bahnhöfe Retiro möglich sowie zum U-Bahnhof Retiro. Im Untergeschoss sind Gepäck- und Paketabgabeschalter sowie die Büros einiger Busunternehmen, die Post- und Gelddienstleistungen anbieten, untergebracht. Hierüber sind auch die Taxistände und Kurzzeitparkplätze zu erreichen. Pro Tag frequentieren etwa 40.000 Personen den Busterminal, zwischen 1.400 und 2.000 Busse frequentieren den Bahnhof.